# 805
El 805 (DCCCV) fou un any comú començat en dimecres del calendari julià.

## Esdeveniments
- Fundació d'Andorra.
- Venècia es col·loca sota la protecció de Carlemany.
- El gran kan dels àvars és batejat amb el nom d'Abraham.[1]

## Necrològiques
- 28 de febrer, Chang'an (Xina): Emperador Dezong de Tang (xinès: 唐德宗),va ser el novè emperador de la Dinastia Tang (n. 742).[2]